# Боровинка (Вельський район)
Боровинка (рос. Боровинка) — присілок в Вельському районі Архангельської області Російської Федерації.
Населення становить 48 осіб. Входить до складу муніципального утворення Пежемське муніципальне утворення.

## Історія
Від 1937 року належить до Архангельської області.
Від 2004 року належить до муніципального утворення Пежемське муніципальне утворення.

## Населення
| 2002 | 2010 | 2012 | 2014 |
| ---- | ---- | ---- | ---- |
| 54   | ↘49  | ↘45  | ↗48  |